# TomeRaider

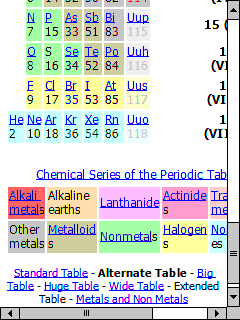
Wikipedia in TomeRaider.

TomeRaider was een tekstdatabasebrowser voor handhelds en Windows. Op handhelds was het een performante applicatie qua indexering en zoeksnelheid.
TomeRaider was shareware. Er waren versies voor Pocket PC, PalmOS- en EPOC-handhelds en Windows. Er waren veel TomeRaider-ebooks en referentiewerken gratis te downloaden van het internet.
De eerste versie verscheen in 1999 en werd ontwikkeld door Yadabyte, een software- en webontwikkelingsbedrijf uit het Verenigd Koninkrijk.
Versie 3 (oktober 2004) introduceerde ondersteuning voor afbeeldingen en categorieën. De Windows- en Pocket PC-versies ondersteunen HTML volledig. Beperkte HTML-ondersteuning voor Palm-handhelds werd gerealiseerd in versie 3.
Sinds april 2003 zijn diverse taalversies van Wikipedia ook beschikbaar in TomeRaider-formaat. 